# Shane Victor
Shane Victor (ur. 29 grudnia 1989) – południowoafrykański lekkoatleta specjalizujący się w biegach sprinterskich.
W 2011 zdobył brązowy medal uniwersjady oraz srebrny mistrzostw świata w biegu rozstawnym 4 x 400 metrów. Medalista mistrzostw RPA (brąz w biegu na 400 metrów – Durban 2011).
Rekord życiowy w biegu na 400 metrów: 46,13 (10 kwietnia 2011, Durban). 

## Osiągnięcia
| Rok  | Impreza            | Miejsce  | Konkurencja        | Lokata     | Wynik   |
| ---- | ------------------ | -------- | ------------------ | ---------- | ------- |
| 2011 | Uniwersjada        | Shenzhen | sztafeta 4 x 400 m | 3. miejsce | 3:05,61 |
| 2011 | Mistrzostwa świata | Daegu    | sztafeta 4 x 400 m | 2. miejsce | 2:59,87 |